# Unie porodních asistentek
Unie porodních asistentek, z. s. (UNIPA) je profesní nevládní nezisková organizace sdružující porodní asistentky a studentky porodní asistence, která byla založena 28. listopadu 2005. Podílí se na rozvoji oboru porodní asistence v souladu s nejnovějšími vědeckými poznatky a přispívá ke zkvalitnění péče o ženu a dítě.
Prezidentkou Unie porodních asistentek je Magdaléna Ezrová.
Unie porodních asistentek, z.s. je členskou organizací České ženské lobby, sítě organizací hájící práva žen.